# Mbaye Diagne (fotbollsspelare)
Mbaye Diagne, född 28 oktober 1991, är en senegalesisk fotbollsspelare som spelar för saudiska Al-Qadsiah.